# شیرپنیر (سرده)
شیرپنیر (سرده)(نام علمی: Galium) نام یک سرده از تیره روناسیان است.